# Montfort-sur-Meu
Montfort-sur-Meu là một xã trong tỉnh Ille-et-Vilaine, thuộc vùng hành chính Bretagne của nước Pháp, có dân số là 5.412 người (thời điểm 1999).

## Dân số
Người dân ở Montfort-sur-Meu được gọi là Montfortais.
| 1793  | 1800  | 1806  | 1821  | 1831  | 1836  | 1841  | 1846  | 1851  |
| ----- | ----- | ----- | ----- | ----- | ----- | ----- | ----- | ----- |
| 1 200 | 1 115 | 1 187 | 1 316 | 1 715 | 1 772 | 1 868 | 1 976 | 2 072 |

| 1856  | 1861  | 1866  | 1872  | 1876  | 1881  | 1886  | 1891  | 1896  |
| ----- | ----- | ----- | ----- | ----- | ----- | ----- | ----- | ----- |
| 2 129 | 2 168 | 2 345 | 2 343 | 2 297 | 2 374 | 2 373 | 2 464 | 2 452 |

| 1901  | 1906  | 1911  | 1921  | 1926  | 1931  | 1936  | 1946  | 1954  |
| ----- | ----- | ----- | ----- | ----- | ----- | ----- | ----- | ----- |
| 2 509 | 2 431 | 2 309 | 2 171 | 2 253 | 2 270 | 2 250 | 2 372 | 2 518 |

| 1962                                         | 1968  | 1975  | 1982  | 1990  | 1999  | 2007     | - | - |
| -------------------------------------------- | ----- | ----- | ----- | ----- | ----- | -------- | - | - |
| 2 699                                        | 2 965 | 3 098 | 4 301 | 4 675 | 5 412 | 7 007(1) | - | - |
| Số liệu kể từ 1962 : dân số không tính trùng |       |       |       |       |       |          |   |   |

## Các thành phố kết nghĩa
- Marktheidenfeld, Đức

## Những người con của thành phố
- Louis-Marie Grignion de Montfort, nhà văn